# La rimpatriata
La rimpatriata (Brasil: Infidelidade à Italiana  ) é um filme italo/francês de 1963, em preto e branco, dos gêneros comédia e drama, dirigido por Damiano Damiani, roteirizado pelo diretor, Ugo Liberatore, Vittoriano Petrilli e Enrico Ribulsi, música de Roberto Nicolosi.

## Sinopse
Depois de muitos anos,  grupo de amigos  se reencontra e passa uma noite de liberdade vagando pelas ruas de Milão.

## Elenco
- Walter Chiari ……. Cesarino
- Letícia Román …….  Carla
- Francisco Rabal ……. Alberto
- Riccardo Garrone ……. Sandrino
- Dominique Boschero……. Tina
- Mino Guerrini …….  - Nino
- Paul Guers ……. Livio
- Gastone Moschin ……. Toro
- Jacqueline Pierreux ……. Lara
- Mimma Di Terlizzi ……. Maria